# Istebné
Istebné (in ungherese Isztebne) è un comune della Slovacchia facente parte del distretto di Dolný Kubín, nella regione di Žilina.